# Pseudophoraspis
Pseudophoraspis es un género de cucarachas de la familia Blaberidae. Fue descrito por Kirby en 1903.

## Especies
- Pseudophoraspis argillacea Anisyutkin, 1999
- Pseudophoraspis buonluoiensis Anisyutkin, 1999
- Pseudophoraspis clavellata Wang, Wu & Che, 2013[6]
- Pseudophoraspis congrua (Walker, 1868)
- Pseudophoraspis doroshenkoi Anisyutkin, 2005
- Pseudophoraspis fruhrstorferi Shelford, 1910
- Pseudophoraspis gorochovi Anisyutkin, 1999
- Pseudophoraspis grigorenkoi Anisyutkin, 1999
- Pseudophoraspis incurvata Wang, Wu & Che, 2013[6]
- Pseudophoraspis kabakovi Anisyutkin, 1999
- Pseudophoraspis lacrimans Hanitsch, 1933
- Pseudophoraspis marginata Anisyutkin, 1999
- Pseudophoraspis nebulosa (Burmeister, 1838)
- Pseudophoraspis recurvata Wang, Wu & Che, 2013[6]
- Pseudophoraspis testudinaria Hanitsch, 1925
- Pseudophoraspis tramlapensis Anisyutkin, 1999
- Pseudophoraspis truncatulus Anisyutkin, 1999
- Pseudophoraspis uniformis Hanitsch, 1933